# لکه‌ماهی مقلد
لکه‌ماهی مقلد (نام علمی: Citharichthys gordae) نام یک گونه از سرده لکه‌ماهی است.